# Safari
Safári (português brasileiro) ou Safari (português europeu) é a denominação usual para expedições de caça ou observação de animais, geralmente de grande porte, na selva ou na savana africana.

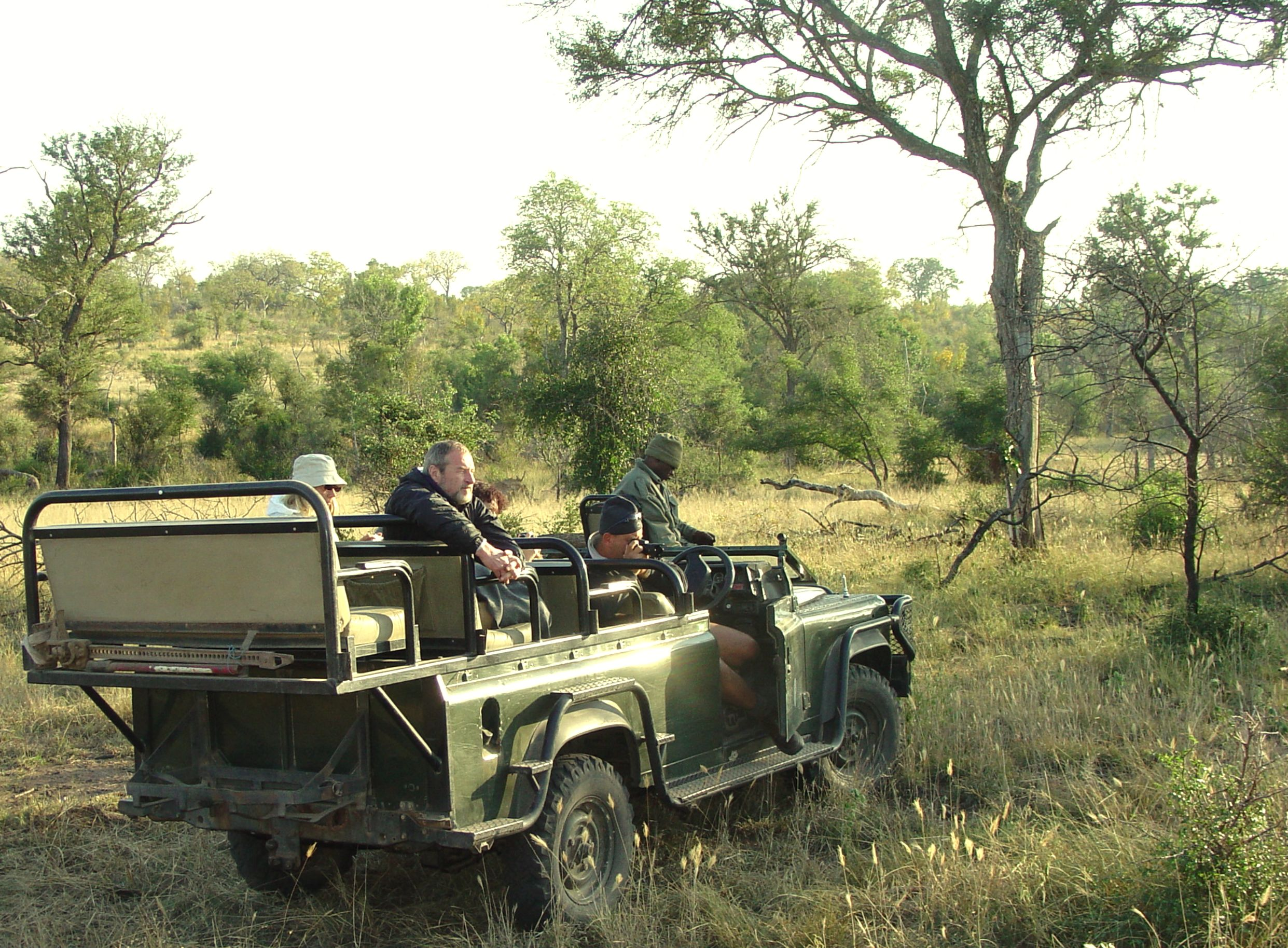
Safári de observação da vida selvagem, Sabi-sabi game reserve, Província do Limpopo, África do Sul.

Um safári é uma expedição por terra em lugares selvagens, tipicamente as viagens de caça ou turismo pela África. Tradicionalmente o safári refere-se a caçada de animais selvagens pela savana africana ou selva, actualmente os safáris são jornadas para observação e fotografia da vida selvagem, como mamíferos carnívoros, primatas, ruminantes, roedores, passáros e répteis típicos da savana.

## Etimologia
Originalmente a palavra safári significava jornada na língua Swahili, que por sua vez provém do árabe سفر (safara), que significa viagem. O verbo viajar em Swahili é safari, o substantivo viagem é safari. Nesse caso, estas palavras são usadas para qualquer tipo de viagem.

## Turismo
A maioria das pessoas no ocidente acredita que o verdadeiro safári somente ocorre na África do Sul, Quênia e Tanzânia, e não no continente africano como um todo. Atualmente a palavra é usada na região como referência à observação a pé ou motorizada de animais selvagens.

## Safári na África do Sul
O Parque Nacional Kruger localizado na província do Limpopo e na fronteira com Moçambique,  é uma boa escolha para quem quer fazer um safári de aventura na África do Sul. Na área de savana do país, o parque contabiliza uma das maiores reservas de mamíferos selvagens do mundo, com as seguintes características: cerca de 140 espécies de mamíferos, incluindo os big five (leão, leopardo, búfalo, elefante e rinoceronte); ruminantes (girafa, zebra, gnu, impala e outras espécies de antílopes); mais de 500 espécies de pássaros; cerca de 114 espécies de répteis; 49 espécies de peixes (nos rios Sandy e Sabie); 33 espécies de anfíbios; flora com 23 mil espécies de plantas (vegetação de árvores e arbustos: incluindo frutíferas como a figueira e a árvore da marula). Protegido pelo governo sul-africano, o Parque Nacional Kruger possui uma infra-estrutura com estradas asfaltadas, aeroporto, hotéis, lodges (pousadas), restaurantes e o conforto das reservas privadas.